# Micromesistius
Micromesistius – rodzaj ryb z rodziny dorszowatych (Gadidae).

## Zasięg występowania
Błękitek występuje w północnym Oceanie Atlantyckim, a błękitek południowy w dwóch populacjach – jedna pomiędzy Falklandami i Argentyną, a druga w pobliżu Nowej Zelandii.

## Klasyfikacja
Gatunki zaliczane do tego rodzaju:
- Micromesistius australis – błękitek południowy[3], błękitek falklandzki[4]
- Micromesistius poutassou – błękitek[5], putasu[5]

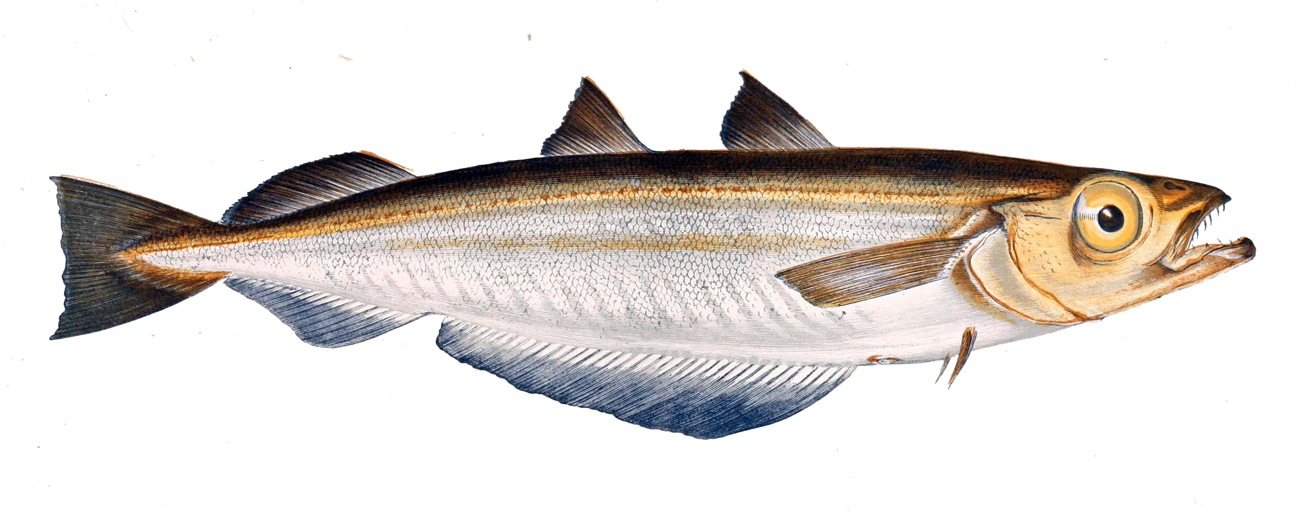
Micromesistius poutassou